# 懷爾德伍德 (喬治亞州)
懷爾德伍德（英語：Wildwood）是位於美國喬治亞州戴德縣的一個非建制地區。該地的面積和人口皆未知。

## 地理
懷爾德伍德的座標為34°57′48″N 85°24′41″W / 34.96333°N 85.41139°W，而該地的平均海拔高度為207米（即679英尺）。